# Sergueï Salnikov
Pour les articles homonymes, voir Salnikov.

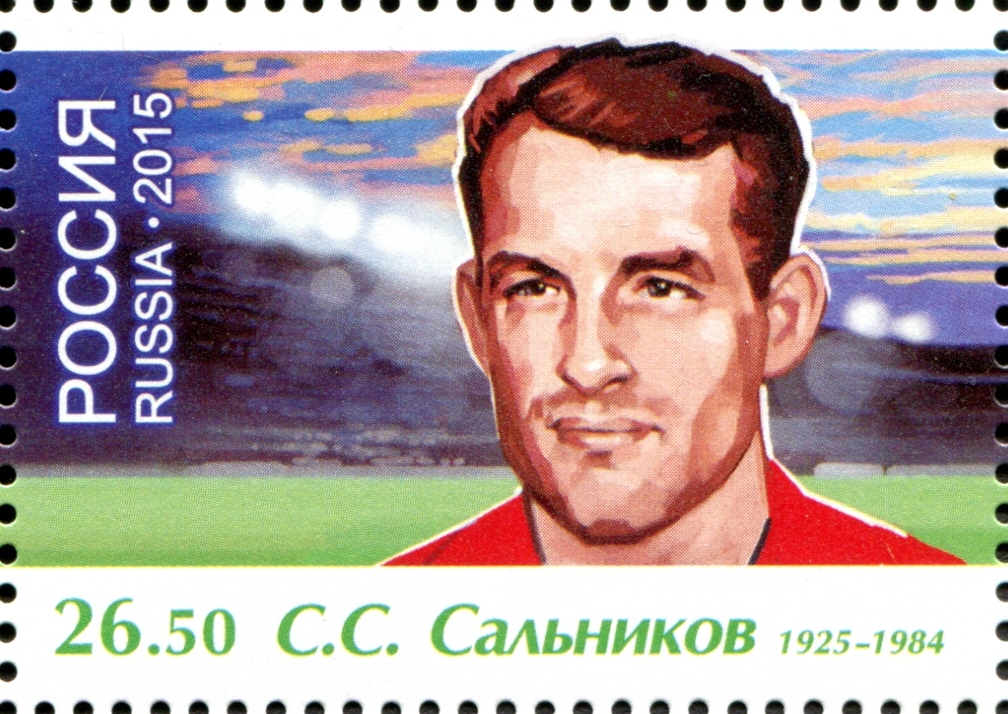
Sergueï Salnikov sur un timbre postal russe (2015).

Sergueï Salnikov, selon l'onomastique russe : Сергей Сергеевич Сальников/Sergueï Sergueïévitch Salnikov, né le 13 septembre 1925 à Krasnodar et mort le 9 mai 1984 à Moscou, est un joueur de football international soviétique, distingué comme maître émérite des sports de l'URSS en 1954, membre du club Grigory Fedotov, réservé aux joueurs soviétiques et russes ayant inscrit plus de 100 buts dans leur carrière dans le championnat soviétique. Il est décoré de l'Ordre de l'Insigne d'honneur en 1957. 
Diplômé de la faculté des entraineurs de l'Université d’État de l'éducation physique, du sport, de la jeunesse et du tourisme de Russie en 1955, puis, de la Faculté de journalisme de l'université de Moscou en 1961, Salnilov se reconvertit ensuite en entraineur, intervenant aussi comme commentateur sportif.
Il est le père de la joueuse de tennis grecque Julia Salnikova, aujourd'hui connue sous le nom de Julia Apostoli, mère de Stéfanos Tsitsipás, également joueur de tennis.

## Carrière

### Débuts
Salnikov intègre l'équipe du Spartak Moscou en 1942 mais il ne joue pas beaucoup à cause de la Seconde Guerre mondiale qui provoque une annulation du championnat soviétique pendant quatre ans. En 1944, Salnikov joue pour le Zenith et remporte la coupe d'URSS après une victoire sur le CSKA Moscou. Il fait ses grands débuts en 1945 et inscrit sept buts lors de la saison 1945 et finit 6e avec Leningrad du championnat.

### Retour au Spartak
L'attaquant soviétique revient au Spartak en 1946 et inscrit neuf buts ce qui lui permet de se classer septième ex æquo au classement des buteurs, il remporte sa seconde coupe nationale. Le Spartak conserve son titre en coupe d'URSS en 1947 contre le Torpedo Moscou. 

### Infidélité avec le Dynamo
Après la saison 1949, Sergei s'engage avec le Dynamo,autre club de Moscou. Il finit à la seconde place en 1950 et effleure le titre de champion de justesse. Il n'arrive pas à obtenir un titre de champion avant 1954 lors de sa dernière saison avec le club.

### Second retour au Spartak
De retour au Spartak, Salnikov finit second en 1955 mais remporte le championnat d'URSS ce qui lui permet d'être sélectionné pour les Jeux olympiques d'été de 1956 où il marque deux buts en quarts de finale contre l'Indonésie et remporte la médaille d'or. En 1957, le club rate un peu sa saison terminant troisième mais rebondit en décrochant le titre de champion, le dernier de la carrière de Salnikov.
Cependant, il participe à la Coupe du monde 1958 et participe à trois des cinq matchs de l'URSS éliminé en quart de finale. Le Spartak finit à une piètre sixième place en 1959 et une septième en 1960. Salnikov prend sa retraite après cette désillusion.

## Entraineur
Salnikov, dès sa retraite, devient entraineur d'abord pour des petites équipes avant de passer par le Spartak Moscou comme adjoint ou même en Afghanistan.

## Décès
Le 9 mai 1984, après un match amical entre l'équipe de Spartak et les vétérans du club, dans les vestiaires, satisfait de la victoire, il a juste le temps de lancer à l'un de ses amis "Tu m'as vu faire, mon vieux", quand penché pour défaire ses lacets il s'effondre terrassé par une crise cardiaque. Les mesures de réanimation entreprises sur le champ s'avèrent inefficaces. Il sera inhumé au cimetière de Kountsevo.

## Statistiques de joueur
| Saison                | Club                  | Championnat           | Championnat | Championnat | Coupe(s) nationale(s) | Coupe(s) nationale(s) | Total | Total |
| Saison                | Club                  | Division              | M.          | B.          | M.                    | B.                    | M.    | B.    |
| 1944                  | Zénith Léningrad      | -                     | -           | -           | 7                     | 3                     | 7     | 3     |
| 1945                  | Zénith Léningrad      | D1                    | 20          | 8           | 2                     | 3                     | 22    | 11    |
| Sous-total            | Sous-total            | Sous-total            | 20          | 8           | 9                     | 6                     | 29    | 14    |
| 1946                  | Spartak Moscou        | D1                    | 19          | 9           | -                     | -                     | 19    | 9     |
| 1947                  | Spartak Moscou        | D1                    | 21          | 2           | 3                     | 4                     | 24    | 6     |
| 1948                  | Spartak Moscou        | D1                    | 22          | 6           | 4                     | 0                     | 26    | 6     |
| 1949                  | Spartak Moscou        | D1                    | 26          | 11          | 4                     | 7                     | 30    | 18    |
| Sous-total            | Sous-total            | Sous-total            | 88          | 19          | 11                    | 11                    | 99    | 30    |
| 1950                  | Dynamo Moscou         | D1                    | 35          | 8           | 4                     | 1                     | 39    | 9     |
| 1951                  | Dynamo Moscou         | D1                    | 27          | 9           | 2                     | 2                     | 29    | 11    |
| 1952                  | Dynamo Moscou         | D1                    | 14          | 4           | 3                     | 0                     | 17    | 4     |
| 1953                  | Dynamo Moscou         | D1                    | 19          | 6           | 4                     | 1                     | 23    | 7     |
| 1954                  | Dynamo Moscou         | D1                    | 18          | 2           | 1                     | 0                     | 19    | 2     |
| Sous-total            | Sous-total            | Sous-total            | 113         | 29          | 14                    | 4                     | 127   | 33    |
| 1955                  | Spartak Moscou        | D1                    | 19          | 12          | 3                     | 0                     | 22    | 12    |
| 1956                  | Spartak Moscou        | D1                    | 21          | 7           | -                     | -                     | 21    | 7     |
| 1957                  | Spartak Moscou        | D1                    | 20          | 5           | 4                     | 0                     | 24    | 5     |
| 1958                  | Spartak Moscou        | D1                    | 23          | 7           | 4                     | 2                     | 27    | 9     |
| 1959                  | Spartak Moscou        | D1                    | 17          | 3           | 2                     | 2                     | 19    | 5     |
| 1960                  | Spartak Moscou        | D1                    | 13          | 1           | -                     | -                     | 13    | 1     |
| Sous-total            | Sous-total            | Sous-total            | 113         | 35          | 13                    | 4                     | 126   | 39    |
| Total sur la carrière | Total sur la carrière | Total sur la carrière | 334         | 91          | 47                    | 25                    | 381   | 116   |

## Palmarès
Zénith Léningrad
- Vainqueur de la Coupe d'Union soviétique en 1944.

 Spartak Moscou
- Champion d'Union soviétique en 1956 et 1958.
- Vainqueur de la Coupe d'Union soviétique en 1946, 1947 et 1958.

 Dynamo Moscou
- Champion d'Union soviétique en 1954.
- Vainqueur de la Coupe d'Union soviétique en 1953.

 Union soviétique
- Médaillé d'or aux Jeux olympiques d'été de 1956.